# Pedro Bádenas de la Peña
Pedro Bádenas de la Peña (Madrid, 1947), filólogo y traductor español, investigador del CSIC, especializado en la literatura clásica, de Bizancio y neogriega. En 1994 recibió el Premio Nacional de traducción por Barlaam y Josafat. Ha traducido también la poesía completa de Yorgos Seferis y Constantino Cavafis, las fábulas de Esopo, el Prometeo encadenado de Esquilo, los Epinicios de Píndaro, el Canto heroico y fúnebre por el subteniente caído en Albania de Elytis, el Himno y llanto por Chipre de Yanis Ritsos y varias obras de divulgación sobre Bizancio.
En 1984 dirigió la revista Erytheia, publicada por la Asociación Cultural Hispano-Helénica, de la cual es socio fundador.

## Normativas de transcripción al español
Es autor del artículo "La transcripción del griego moderno al español", en el que propone una norma para las transcripciones del griego moderno al español, que es aceptada generalmente por los especialistas; es un correlato de la propuesta similar de Manuel Fernández Galiano para la transcripción de los nombres propios del griego antiguo. Es coautor, junto con Ricardo Olmos, de una propuesta de estandarización del nombre los vasos cerámicos griegos.